# Catherine (datorspel)
Catherine (キャサリン, Kyasarin?) är ett skräckpussel-spel som utvecklades av Atlus-studion P Studio, och gavs ut av Atlus till spelkonsolerna Playstation 3 och Xbox 360. Spelet berättas i huvudsak genom animerade mellansekvenser som Studio 4°C står för. I januari 2019 släpptes spelet till PC via Steam under namnet Catherine Classic och senare under 2019 kommer en nyutgåva vid namn Catherine: Full Body släppas till Playstation 4 och Playstation Vita, med nytt berättelseinnehåll och tillägg i spelmekaniken. 

## Spelmekanik
I Catherine antar man rollen av den 32-åriga Vincent och de händelser som börjar ske när han stiftar bekantskap med den mystiska kvinnan Catherine. Vincent upplever mardrömmar där ett fall innebär döden och han måste därför klättra upp för ett ständigt fallande torn av block. I huvudläget; Golden Playhouse, följer man Vincent på hans psykedeliska resa. Spelet skiftar mellan sektioner som utspelar sig på dagen och de som utspelar sig under natten. Under dagen försöker Vincent att balansera sitt förhållande till de två kvinnorna, Catherine och Katherine. Mest speltid spenderas på baren Stray Sheep där man kan kolla SMS på Vincents telefon, prata med sina kompisar och andra gäster eller spela arkadspelet "Rapunzel". En jukebox finns också tillgänglig och den fylls med fler sånger under spelets gång. Däribland stycken från Atlus tidigare spel, exempelvis från Persona-serien. 
Under natten upplever Vincent sina mardrömmar. Här representeras andra människor i samma dröm som får och Vincent måste klättra uppför ett torn vars block ständigt faller bort. För att nå säkerheten uppe på toppen måste spelaren dra, knuffa och klättra upp för blocken, samtidigt som man undviker faror såsom spik- och isfällor. Genom att klättra uppåt flera våningar i raskt takt erhåller man extrapoäng och i slutet av banan graderas man efter sin prestation. Varje nivå är uppdelad i enskilda banor, som avslutas med ett bossliknande möte med ett monster som jagar spelaren upp för tornet. Om monstret hinner ikapp Vincent eller om han faller av blocken är spelet över och man får försöka igen. Man har ett begränsat antal försök på sig, men genom att plocka upp kuddar som är utspridda i tornet kan man tjäna extra försök. Det finns också andra föremål att samla för att framfarten upp för tornet ska bli lättare. Mellan de olika banorna kan man prata med de andra fåren som är strandsatta i drömmen och få tips eller spendera pengar på föremål. 
Genom spelet får man också chans att svara på frågor av olika slag som påverkar hur spelets framtida historia kommer berättas. Det kan variera från att vara faktiska frågor, till att ta i beaktande huruvida man väljer att svara på ett SMS-meddelanden Vincent får på sin mobil. Spelet erbjuder därför flera olika slut beroende på vilka val som görs. Slutligen finns spelläget "Babel Mode" där två spelare kan välja att spela med eller mot varandra.

## Karaktärer
Vincent Brooks (ヴィンセント・ブルックス Vinsento Burukkusu?)
Vincent är spelets huvudperson. Han är en 32-årig systemingenjör utan några större hopp eller ambitioner inför framtiden. Han känner sig manad att gifta sig med Katherine, men helst vill han fortsätta att leva ut sina enkla dagar i frihet. Hans liv förändras när man möter Catherine, en mystisk och vacker kvinna, på en bar. Drömmar och verklighet börjar smälta samman och han blir fångad i en värld som existerar i hans egna mardrömmar.
Catherine (キャサリン Kyasarin?)
Catherine är en mystisk 22-årig kvinna med ett charmerande ansikte och en "välproportionerad" kropp. Hon har en särskild air omkring sig, vilket visar sig vara Vincents typ och de två tillbringar en natt tillsammans efter att hon förfört honom. Hennes bekymmerslösa uppträdande börjar rycka och dra i Vincents liv. Det är efter att Vincent mött Catherine som han börjar få sina mardrömmar. Catherine är omslagsflicka på Playstation 3-versionens spelfodral. 
Katherine McBride (キャザリン・マクブライド Kyasarin Makuburaido?)
Katherine är en 32-årig högre anställd vid en kostymföretag. Hon och Vincent är från samma stad och var klasskamrater under skoltiden. Efter ett chansartat möte under en klassträff tog deras relation sin början. Katherine föreslår giftermål, men Vincent känner sig inte redo för det än. Hon är tydligen gravid med Vincents barn. Katherine är omslagsflicka på Xbox 360-versionens spelfodral.

### Röstskådespelare
| Karaktär               | Japansk röst     | Engelsk röst      |
| ---------------------- | ---------------- | ----------------- |
| Vincent Brooks         | Kōichi Yamadera  | Troy Baker        |
| Catherine              | Miyuki Sawashiro | Laura Bailey      |
| Katherine McBride      | Kotono Mitsuishi | Michelle Ruff     |
| Orlando Haddick        | Hiroaki Hirata   | Liam O'Brien      |
| Jonathan "Jonny" Ariga | Takehito Koyasu  | Travis Willingham |
| Tobias "Toby" Nebbins  | Kishō Taniyama   | Yuri Lowenthal    |
| Erica Anderson         | Junko Minagawa   | Erin Fitzgerald   |
| Thomas "Boss" Mutton   | Norio Wakamoto   | Kirk Thornton     |
| Astaroth               | Junko Minagawa   | Yuri Lowenthal    |
| Trisha (Rue Ishida)    | Junko Minagawa   | Erin Fitzgerald   |
| Nergal                 | -                | Jamieson Price    |

## Handling
Vincent Brooks lever ett enkelt och ansvarslöst liv som till största del består av att arbeta, umgås med flickvännen Katherine och hänga på baren Stray Sheep med sina vänner. En dag berättar Katherine att hennes föräldrar har börjat undra om hon och Vincent ska gifta sig och att Vincent måste börja ta mer ansvar om så är fallet. Vincent är osäker på om han verkligen vill gifta sig med Katherine och på riktigt ta steget in i vuxenlivet. Hans situation kompliceras ytterligare när han en dag träffar den förföriska unga kvinnan Catherine och i ett berusat tillstånd har samlag med henne. Samtidigt börjar han drömma hemska mardrömmar där han och andra män med relationsproblem tvingas klättra upp för ett stort torn av block samtidigt som de jagas av monster som tar formen av deras inre rädslor. Catherine visar sig i många avseenden vara Katherines motsats och är beredd att låta Vincent leva precis som han vill, på villkoret att han inte är otrogen mot henne. För att ytterligare komplicera situationen avslöjar Katherine att hon är gravid med Vincents barn. Vincent tvingas leva ett dubbelliv där han våndas över vilken kvinna han vill spendera sitt liv med samtidigt som han kämpar intensivt för att de inte ska få reda på varandras existens. 
Det blir till sist för jobbigt att upprätthålla dubbellivet och Vincent bestämmer sig för att avsluta sin affär med Catherine, som blir rasande och misshandlar honom på Stray Sheeps toalett. När Vincent vaknar nästa dag ringer Katherine på dörren och från ingenstans dyker Catherine upp i Vincents lägenhet. Konfrontationen mellan de två kvinnorna eskalerar till den punkt att Catherine försöker mörda Katherine, vilket slutar med att Katherine dödar Catherine i självförsvar. Det visar sig snabbt att hela konfrontationen är en av Vincents mardrömmar. Han och Katherine jagas genom mardrömsvärlden av ett Catherine-liknande monster, som de till sist lyckas fly ifrån. När Vincent vaknar på riktigt talar Katherine om att hon listat ut att han varit otrogen och avslutar deras förhållande. Besviken över att ha förstört sin relation med båda kvinnorna söker Vincent stöd hos sin vän Orlando.
Orlando frågar vem Catherine är egentligen, eftersom han aldrig sett henne, något som förvånar Vincent då han gjorde slut med Catherine på baren samtidigt som Orlando satt vid ett annat bord. Orlando hävdar bestämt att Vincent satt ensam vid sitt bord, något som Vincent inledningsvis avskriver som ouppmärksamhet. Då märker han att alla spår av Catherine har försvunnit från hans mobil, ett faktum som i kombination med Orlandos ord får honom att undra om Catherine bara varit en dröm hela tiden. När Vincent går till Stray Sheep den kvällen frågar han sina vänner och servitrisen Erica om någon av dem såg Catherine när de gjorde slut och det visar sig att ingen sett henne. Frustrerad tänker Vincent tillbaka på sitt första möte med henne och inser att bartendern växlade ett par ord med Catherine kort innan hon började prata med Vincent.
Vincent konfronterar bartendern, som avslöjar att Catherine i själva verket är en succuba som bara kan ses av de män hon avser förföra. Bartendern avslöjar att han själv guden Dumuzid, som arbetar för att öka befolkningstillväxten i världen. Mardrömmarna Vincent och de andra männen med relationsproblem har haft är skapade av Dumuzid som ett sätt att göra sig av med män som är rädda för att dedikera sig till ett förhållande, då den som inte klarar av mardrömmarnas utmaningar dör i verkliga livet. För den som kan överleva mardrömmarna använder Dumuzid Catherine, som tar formen av offrets idealkvinna och förför denne för att lura bort honom från sitt nuvarande förhållande. En ilsken Vincent utmanar Dumuzid: Om Vincent kan överleva Dumuzids värsta mardröm ska Dumuzid lämna alla män som dragits in i hans plan ifred, samt ge Vincent det liv han vill ha. Vincent lyckas besegra Dumuzid och beroende på de val han gjort i spelet kan spelet sluta med att Vincent väljer att gå tillbaka till Katherine eller Catherine, eller att han väljer att leva som singel. Dessa spår har flera olika varianter, också beroende av Vincents val.
- Catherine-spåret: Vincent väljer att gå tillbaka till Catherine, trots hennes icke-mänskliga status. Det kan sluta med att Vincent blir nobbad och påkörd av en bil, eller att Catherine tar med sig Vincent till helvetet, där de gifter sig. Om Vincent har gjort vissa val blir han till sist helvetets konung.
- Katherine-spåret: Med hjälp av sina vänner och bartendern lyckas Vincent komma i kontakt med Katherine igen och försöker övertala henne att ta tillbaka honom efter att han förklarat hela historien. Beroende på Vincents val kan hon säga antingen ja eller nej och har Vincent gjort vissa val får spelaren se deras bröllop.
- Frihets-spåret: Vincent inser att han inte vill vara tillsammans med varken Katherine eller Catherine och ber istället Dumuzid om pengar, som han satsar på en wrestlingmatch. Hans val i berättelsen påverkar huruvida han vinner eller förlorar på vadslagningen. Om han förlorar festar han med sina vänner på Stay Sheep och vinner han använder han pengarna för att köpa sig en rymdresa.